# 胡玛·芭芭
胡玛·芭芭（英文：Huma Bhabha，1962年—）是一位巴基斯坦裔的美国当代艺术家，生于卡拉奇，现居纽约州波基普西市（Poughkeepsie）。
胡玛·芭芭1981年赴美，在罗德岛设计学院（Rhode Island School of Design）就读，1985年获得艺术学士（BFA）学位，并在1989年从哥伦比亚大学获得艺术硕士（MFA）学位。他的丈夫是艺术家 Jason Fox，二人在哥伦比亚大学相识。

## 延伸阅读
- Portfolio: Huma Bhabha, Chronogram Magazine （页面存档备份，存于），作者 Beth E. Wilson，2008年10月28日
- Huma Bhabha，作者：Thomas McEvilley, Julie Mehretu, Huma Bhabha，2011年 Peter Blum Edition 出版，ISBN 9780935875256